# Санатрук I Вірменський
Санатрук I Вірменський — цар Великої Вірменії у 91—109, представник династії Аршакідів.

## Правління
88 року посів трон Великої Вірменії. У 90 році отримав від парфянського царя царство Адіабена. У Мовсеса Хоренаці — Санатрук — також цар Едеси, яку 91 року йому надано Парфією. Під час сходження на престол Осроени, що відбулося за підтримки парфян, обіцяв жителям Едеси не переслідувати християн, проте слова не дотримався: за його наказом було закатовано апостолів Тадея та Варфоломія, а також його власну дочку — християнку Сандуху. Одночасно із християнами, Санатрук винищив практично всіх нащадків Абгара VI, свого попередника, чоловічої статі, лише Абгар син Ізата зумів врятуватися. Йому також приписують відбудову Мцбіна (Нусайбіна) після землетрусу. На тринадцятому році царювання загинув на полюванні від випадкової стріли.